# 新疆生产建设兵团第十四师一牧场
新疆生产建设兵团第十四师一牧场是中华人民共和国新疆生产建设兵团第十四师下辖的一个牧场，与新疆维吾尔自治区昆玉市崑牧镇实行“场镇合一”的管理体制。

## 行政区划
新疆生产建设兵团第十四师一牧场下辖以下单位：
场部、一牧场畜牧一连、一牧场畜牧二连、一牧场畜牧三连、一牧场畜牧四连和一牧场农业队。